# 颱風黛蒂 (1985年)
颱風黛蒂（英語：Typhoon Dot，菲律賓大氣地球物理和天文服務管理局：Saling）為1985年太平洋颱風季的熱帶氣旋之一。